# Carl Johansson (folklivsforskare)

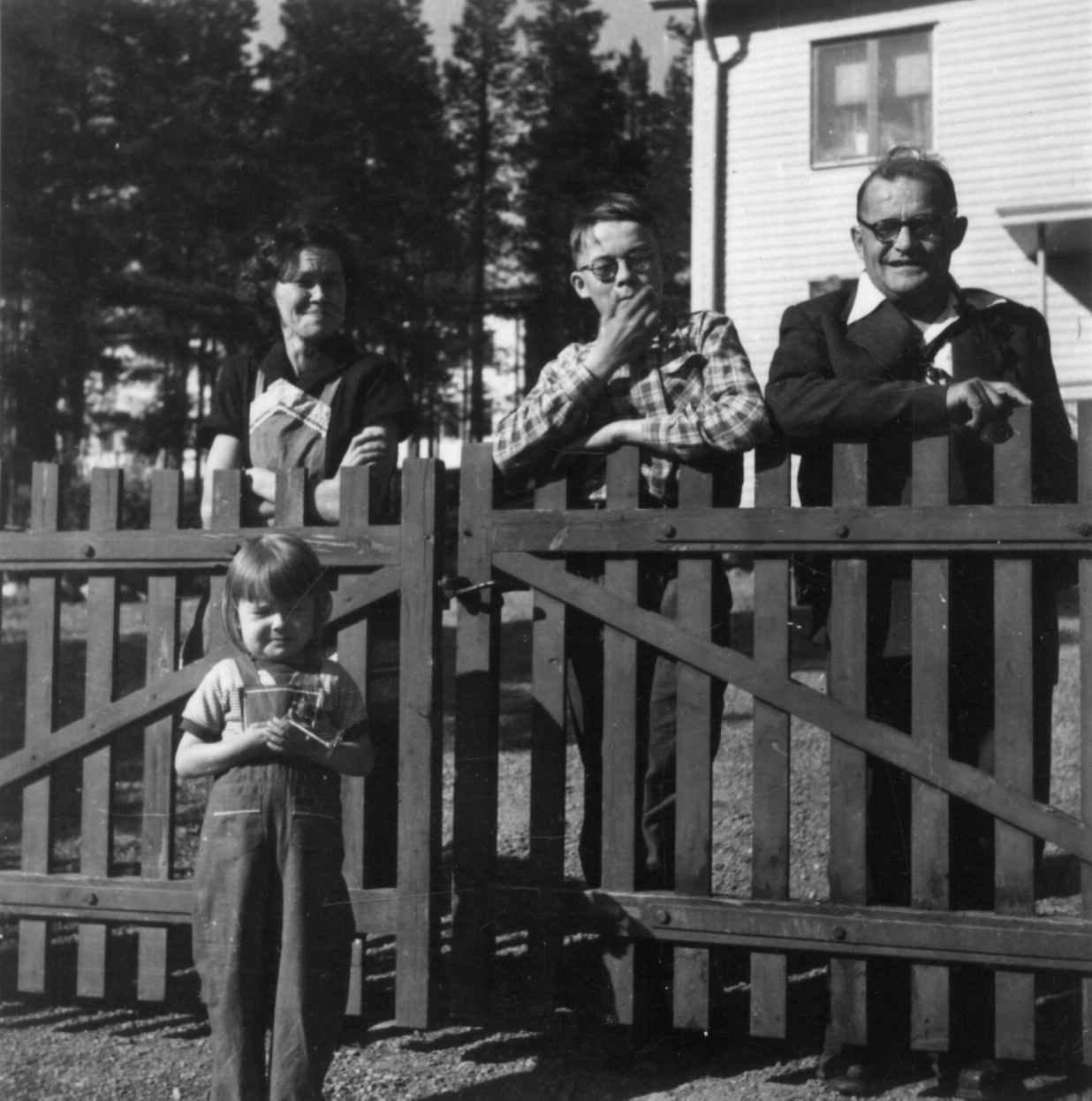
Carl Johansson med familj 1954.

Carl Sigfrid Johansson, född 2 februari 1901 i Arjeplogs församling, Lappland, död 26 juli 1983 i Gällivare församling, var en samisk lärare och folklivsforskare. 
Johansson var son till lapptillsyningsmannen Abraham Johansson från Beieren i Norge och hans hustru Anna Brita Persdotter, vilka var bosatta på fjällägenheten Vuonatjviken vid sjön Riebnes. Carl Johansson avlade examen vid folkskoleseminariet i Luleå 1929 och var därefter verksam som lärare vid sameskolorna i Killingi (1929–1936), Änge (1936–1943) och Gällivare (1943–1966) samt vid samiska sommarskolor i bland annat Tjuonajåkk.
Parallellt med sin yrkesutövning bedrev Carl Johansson folklivsforskning om bland annat nomadskolor, det samiska språket och samernas förkristna religion. Carl Johansson blev hedersdoktor vid Umeå universitet 1977.

## Verk i urval
- Johansson, Carl (1943). ”Bårri, den samiska flotten, föregångaren till ekstocken och båten”. Samefolkets Egen Tidning 1943:1,:  sid. 10-11 : ill. Libris 8977039
- Johansson, Carl (1944). Om kultplatser och heliga områden i Torne och Lule lappmarker: allmän översikt. Uppsala. Libris 2212843
- Johansson, Carl (1967). ”Något om lapsk spädbarnsvård i äldre tider”. Svenska landsmål och svenskt folkliv 1966(89): h. 287,:  sid. 62-74. ISSN 0347-1837. ISSN 0347-1837 ISSN 0347-1837. Libris 11571392
- Johansson, Carl (1975). Fjällbygdens människor berättar: anteckningar från nordöstra Norrbotten och Enontekiö. Tornedalica, 0495-890X ; 18. Luleå. Libris 146419
- Johansson, Carl (1982). ”Vildrensjakt, tjäderfångst och sommargravar samt deras avspegling i Gällivares ortnamn.”. Språkhistoria och språkkontakt i Finland och Nord-Skandinavien / [utg. av Karl-Hampus Dahlstedt ...] (Umeå : Skytteanska samf., 1982):  sid. 167-172. Libris 8194716
- Johansson, Carl (1989). Mujto: minnen från jägar- och fiskartiden och den gamla renkonstens dagar. Skrifter utgivna av Dialekt-, ortnamns- och folkminnesarkivet i Umeå. Serie C, Folkminnen och folkliv, 0349-618X ; 5. Umeå: Dialekt-, ortnamns- och folkminnesarkivet. Libris 7757518. ISBN 91-86372-19-X